# Truth in Sincerity
Truth in Sincerity es el segundo álbum de estudio de la banda de pop punk, Amber Pacific y fue uno de los álbumes más esperados del 2007. Fue lanzado el 22 de mayo de 2007. Los primeros sencillos del álbum fueron "Fall Back Into My Life" y "You're Only Young Once". Will Nutter declaró que "Follow Your Dreams, Forget The Scene" fue hecha para un fan de la banda. La canción "Runaway" incluye la voz del cantante Mike Herrera de la banda MxPx. El 16 de mayo del 2007, el álbum completo estuvo disponible para descargar en la página web oficial en MySpace de la banda.
El álbum vendió alrededor de 10 000 copias en su primera semana en América y debutó en el puesto #64 en el Billboard 200. Hasta la fecha ha vendido un total de 35 000 copias en los Estados Unidos.

## Lista de canciones
| N.º | Canción                                                                     | Duración |
| --- | --------------------------------------------------------------------------- | -------- |
| 1.  | "Rule #76"                                                                  | 0:50     |
| 2.  | "Summer (In B)'"                                                            | 3:35     |
| 3.  | "Temporary"                                                                 | 2:28     |
| 4.  | "You're Only Young Once"                                                    | 3:30     |
| 5.  | "Living Proof"                                                              | 3:14     |
| 6.  | "Follow Your Dreams, Forget the Scene"                                      | 3:36     |
| 7.  | "Take Me from This Place"                                                   | 4:07     |
| 8.  | "Fall Back Into My Life"                                                    | 3:29     |
| 9.  | "We Think We're Hardcore, 'Cause Well, We Are"                              | 0:45     |
| 10. | "Runaway" (Feat. Mike Herrera de MxPx)"                                     | 3:15     |
| 11. | "Watching Over Me"                                                          | 3:48     |
| 12. | "Dear ____, This Has Always Been About Standing Up for What You Believe In" | 6:02     |
| 13. | "Always You (Good times) (Versión Acústica, Exclusivo sólo en iTunes)"      |          |
| 14. | "For What Its Worth" (Versión Acústica, Exclusivo sólo en iTunes)"          |          |

## Créditos
- Stephen Bryant — violín
- Sue Jane Bryant — viola
- Walter Gray — chelo
- Rick Hanson — guitarra eléctrica
- Will Nutter - guitarra eléctrica/coros/piano
- Dango - batería
- Greg Strong — bajo
- Matt Young  — coros
- Davy Rispoli - coros adicionales

### Personal
- William "Billy" Brown, David Dressel — ingenieros
- Martin Feveyear — productor, ingeniero, mezclador
- Vlado Meller — director

- Datos: Q2386711